# یوزف شورم
یوزف شورم (چکی: Josef Šorm؛ زادهٔ ۲ مارس ۱۹۳۲) بازیکن والیبال اهل چکسلواکی بود.